# Sten Ljunggren (företagsekonom)
Sten Hjalmar Emanuel Ljunggren, född 25 februari 1951, är en svensk företagsekonom, författare och medlem i Socialistiska partiet. 
Ljunggren är verksam vid Uppsala universitet på Företagsekonomiska institutionen. Han är också ekonomiskribent i tidskriften ETC.